# Tučapy (Dub nad Moravou)
Tučapy – wieś, część gminy Dub nad Moravou, położona w kraju ołomunieckim, w powiecie Ołomuniec, w Czechach.